# Hans Stilett
 (août 2021).
Si vous disposez d'ouvrages ou d'articles de référence ou si vous connaissez des sites web de qualité traitant du thème abordé ici, merci de compléter l'article en donnant les références utiles à sa vérifiabilité et en les liant à la section « Notes et références ».
Hans Stilett (pseudonyme pour Hans Adolf Stiehl ; né le 20 avril 1922 à Witzenhausen et mort le 18 janvier 2015 à Bonn) est un écrivain et traducteur allemand.

## Biographie
Hans Stilett passe son baccalauréat en 1941 à Zeulenroda. De 1953 à 1983, il est rédacteur principal à l'Office fédéral de presse (Bundespresseamt) à Bonn. Après sa retraite, il entreprend des études de littérature comparée, d'études allemandes et de Philosophie à l'Université rhénane Frédéric-Guillaume de Bonn, où il termine en 1989 avec un doctorat en philosophie. Le sujet de sa thèse de doctorat est le Journal de voyage en Italie de Michel de Montaigne. Ayant publié des poèmes depuis les années 1950, Stilett publie plusieurs volumes de poésie dans les années 1970 et 1980. Sa nouvelle traduction intégrale des Essais de Montaigne, publiée en 1998, suscite un intérêt particulier. Hans Stilett vit à Bonn jusqu'à la fin de sa vie.
Hans Stilett est membre de l'Association des écrivains allemands (de), de l'Association des traducteurs d'œuvres littéraires et scientifiques (de), de la Société Internationale des Amis de Montaigne et des "Montaigne Studies" à l'Université de Chicago. En 2003, il reçoit le Prix lémanique de la traduction.
Son vaste patrimoine est conservé à l'Institut Heinrich-Heine.

## Œuvres
- Dunkelgrüne Poeme. Bläschke, Darmstadt 1974  (ISBN 3-87561-276-0)
- Signalrote Poeme. Bläschke, Darmstadt 1975
- Hellgrüne Poeme. Bläschke, Darmstadt 1976
- Grenzüberschreitender Verkehr. GHM-Verlag Edition Parnaß, Bonn 1982
- Die Botschaft der Fassaden. Gedichte vom Gesicht. Kaufmann, Bonn 1983  (ISBN 3-920577-20-5)
- Nachtblaue Poeme. GHM, Bonn 1983  (ISBN 3-88586-029-5)
- Wiedergänger aus dem grünen Herzen. Kaufmann, Bonn 1983  (ISBN 3-920577-21-3)
- mit Edeltraud Stiehl: Das Zwischenweltenkind. (= Die kleine Graphikum-Reihe, 11) Kaufmann, Bonn 1983  (ISBN 3-920577-24-8)
- Länderbilder. Imagologische Fallstudie zu Montaigne. Dissertation, Universität Bonn. CMZ, Merzbach 1990  (ISBN 3-922584-86-1)
- Von der Lust, auf dieser Erde zu leben. Eichborn, Frankfurt am Main 2008  (ISBN 978-3-8218-5842-5)
- Eulenrod. Biographisches Mosaik. Antje Kunstmann, München 2013  (ISBN 978-3-88897-862-3)

## Traductions
Michel de Montaigne
- Essais. Frankfurt 1998
- Justitias Macht und Ohnmacht. Frankfurt 2000
- Montaigne für Lehrer. Frankfurt 2004
- Montaigne für Mediziner und ihre Opfer. Frankfurt 1999
- Tagebuch der Reise nach Italien über die Schweiz und Deutschland von 1580 bis 1581. Frankfurt 2002
- Von der Kunst, das Leben zu lieben. Frankfurt 2005